# Francesco Petrarca
Francesco Petrarca (20 tháng 7 năm 1304 - 18 tháng 7 năm 1374) là nhà thơ Ý được xem như ông tổ của thơ mới châu Âu.

## Tiểu sử
Francesco Petrarca sinh ở Arezzo. Bảy tháng sau gia đình chuyển đến Toscana. Năm 1312 cả nhà lại chuyển sang Avignon, Pháp. Năm 1320 Petrarca cùng anh trai sang Bologna học ngành luật. Sau khi bố mất, cả hai anh em trở lại Avignon. Năm 1327, trong ngày Thứ Sáu tốt lành, Petrarca gặp và yêu cô gái có tên là Laura de Noves ở nhà thờ Avignon. Chính Laura là nguồn cảm hứng cho Petrarca viết hàng trăm bài sonetto bất tử.

## Tác phẩm
Sáng tác của Petrarca chia làm hai phần: phần thơ ca viết bằng tiếng Ý và phần những sáng tác khác viết bằng tiếng Latin.

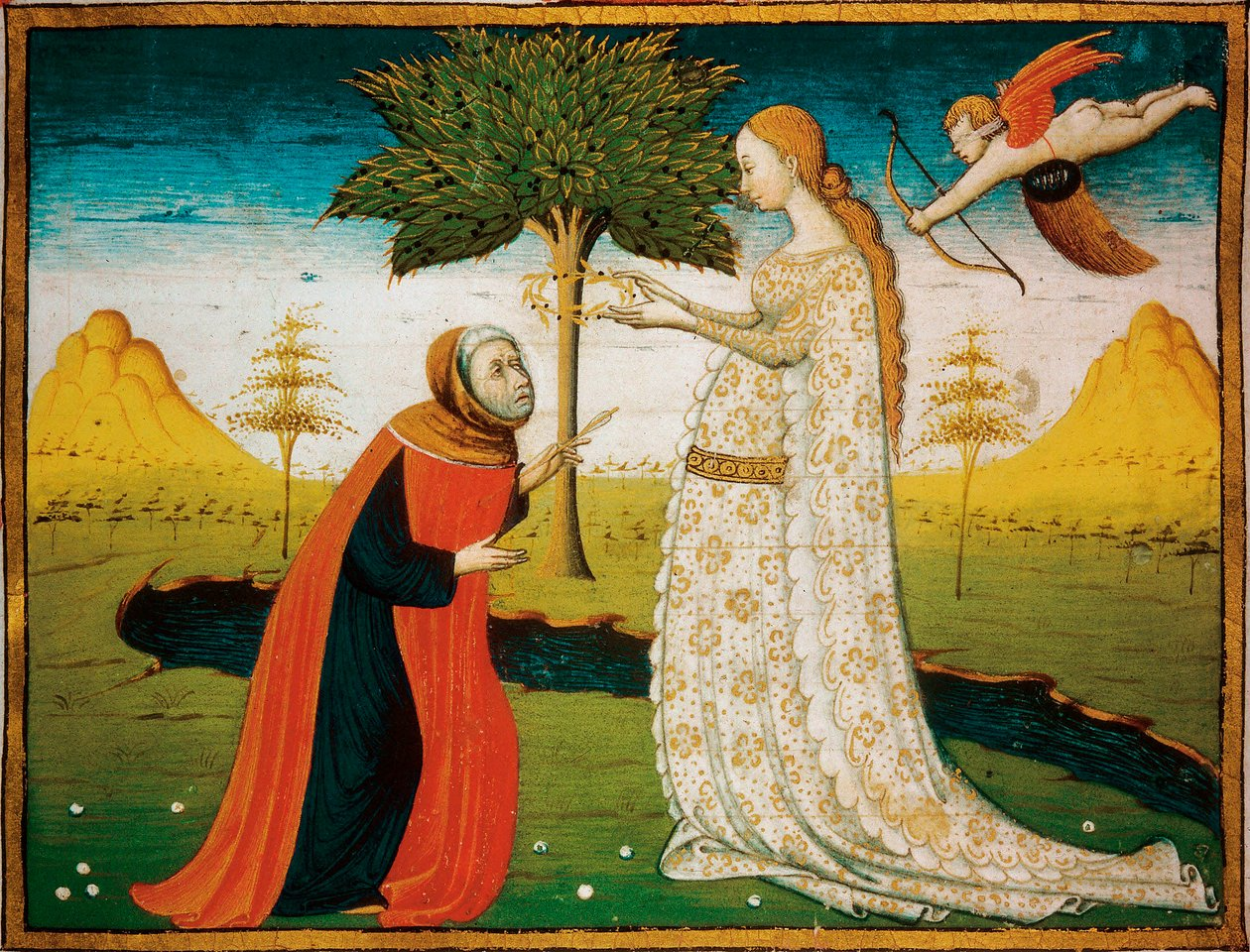
Petrarca yêu ngay từ cái nhìn đầu tiên. Phía sau là Thần tình yêu với mũi tên

Năm 1337 Petrarca viết thiên sử thi Africa (Châu Phi) về nhà chinh phục Publius Cornelius Scipio Africanus và cuốn De Viris Illustribus (Về những người nổi tiếng). Năm 1341 nghị viện La Mã trao tặng nhà thơ giải thưởng vòng nguyệt quế. Những năm 1342-1343 Petrarca viết cuốn Secretum (Bí mật của tôi), các trường ca Triumphus Cupidinis (Tình yêu lên ngôi), Triumphus Pudicitie (Trí tuệ lên ngôi). Năm 1350 Petrarca làm quen với nhà thơ Giovanni Boccaccio và viết thêm một số tác phẩm như: Triumphus Fame (Vinh quang lên ngôi), Triumphus Mortis (Cái chết lên ngôi)...
Tuy vậy, tác phẩm nổi tiếng nhất của Petrarca là Canzoniere (Quyển sách những bài ca). Đã bao thế kỉ trôi qua nhưng loài người vẫn mãi còn nhớ đến Petrarca với Canzoniere gồm 366 bài sonetto và nhiều bài thơ khác. Canzoniere bao gồm "Những bài ca về cuộc đời của người đẹp Laura" và "Những bài ca về cái chết của người đẹp Laura de Noves". Petrarca nhìn thấy Laura buổi sáng ngày 6 tháng 4 năm 1327 ở Avignon, một ngày Thứ sáu định mệnh. Chàng thi sĩ Petrarca đã yêu nàng ngay từ cái nhìn đầu tiên này như một thứ ánh sáng siêu nhiên ngoài Trái Đất. Khi đó Laura đã lấy chồng được 2 năm, sau này nàng có 11 đứa con. Đó là: Paul, Audebert, Hugues III, Pierre, Jacques, Joannet, Philippe, Augière, Ermessende, Marguerite, Garsende. Còn chàng thi sĩ sau lần gặp cái ánh mắt ấy suốt 21 năm trời ngồi làm thơ ca ngợi một thiếu nữ trinh bạch và thanh khiết. Petrarca đã trút hết tình cảm của mình vào những dòng thơ ca ngợi và dường như Laura cũng từng biết đến những bài thơ này, "nhưng mà em đã thuộc về người khác". Năm 1348 nạn dịch hoành hành khắp châu Âu đã cướp đi sinh mạng hàng triệu người, trong số đó có Laura. Petrarca mất tại Arquà.
Đến thời điểm hiện tại có 11 bài sonetto từ tác phẩm Canzoniere được dịch ra tiếng Việt. 10 bản dịch của Hồ Thượng Tuy và 01 của Thái Bá Tân.

## Hai bài sonetto
| 298 Quand'io mi volgo indietro a miarar gli anni ch'anno fuggendo i miei penseri sparsi, et spento 'l foco ove agghiacciando io arsi, et finito il riposo pien d'affanni, rotta la fe' degli amorosi inganni, et sol due parti d'ogni mio ben farsi, l'una nel cielo et l'altra in terra starsi, et perduto il guadagno de' miei damni, i' mi riscuto, et trovomi si nudo, ch'i' porto invidia ad ogni extrema sorte: tal cordoglio et paura o di me stesso. O mia stella, o Fortuna, o Fato, o Morte, o per me sempre dolce giorno et crudo, come m'avete in basso stato messo! | 298 Nhìn tháng năm đã trôi về dĩ vãng Làm tiêu tan những dự định của ta Ngọn lửa hồng bây giờ đã phôi pha Dấu lặng yên nghiệt ngã và cay đắng. Giấc mơ tình tin vào ta đã chẳng Đã tiêu tan hạnh phúc hai cuộc đời Giờ một dưới đất, một ở trên trời Chỉ còn lại một nỗi niềm cay đắng. Ta khổ sở thấy mình rất nghèo túng Ta tiếc thương cho số kiếp long đong Ta thấy mình ta, sợ hãi vô cùng. Số phận ơi ta đợi phút lâm chung Và ngày trắng trên ngôi nhà tội nghiệp Xin quật đổ và ta đây xin chết. |

| 300 Quanta invidia io ti porto, avara terra, ch'abbracci quella cui veder m'e tolto, et mi contendi l'aria del bel volto, dove pace trovai d'ogni mia guerra! Quanta ne porto al ciel, che chiude et serra et si cupidamente a in se raccolto lo spirto da le belle membra sciolto, et per altrui si rado si diserra! Quanta invidia a quell'anime che 'n sorte anno or sua santa et dolce compagnia la qual io cercai sempre con tal brama! Quant'a la dispietata et dura Morte, ch'avendo spento in lei la vita mia, stassi ne suoi begli occhi, et me non chiama! | 300 Ta ghen tỵ với tro tàn trong mộ Ngươi tham lam giấu người ấy ta buồn Ngươi lấy đi người con gái yêu thương Chỗ nương tựa trong cuộc đời đau khổ. Và linh hồn trên trời ta ghen tỵ Ngươi nhận về người con gái trẻ trung Đem nàng về trong vòng sáng của mình Còn ta đây vì sao ngươi chối bỏ. Ta ghen tỵ với hạnh phúc của họ Để giờ đây ta chiêm ngưỡng một mình Vầng trán của nàng toả sáng linh thiêng. Và ta ganh tỵ với ngươi – thần chết Mang cuộc đời em về cõi của mình Bỏ lại ta trên đời như sa mạc. Bản dịch của Hồ Thượng Tuy |

## Liên kết
- Petrarch and Laura Multi-lingual site including many translated works (letters, poems, books) in the public domain and biography, pictures, music.
- Petrarch from the Catholic Encyclopedia.
- Excerpts from his works and letters Lưu trữ ngày 29 tháng 1 năm 2009 tại Wayback Machine
- The Petrarchan Grotto
- Francesco Petrarca (Petrarch) (1304-1374)
- Các tác phẩm của Petrarch tại Dự án Gutenberg
- Poems From The Canzoniere, translated by Tony Kline.
- Petrarch - the poet who lost his head ngày 6 tháng 4 năm 2004 article in The Guardian regarding the exhumation of Petrarch's remains.
- Francesco Petrarca Lưu trữ ngày 8 tháng 7 năm 2007 tại Wayback Machine at The Online Library of Liberty
- De remediis utriusque fortunae, Cremonae, B. de Misintis ac Caesaris Parmensis, 1492. (Vicifons)